# Alfred Poirrier
Pour les articles homonymes, voir Poirrier.
Alfred Poirrier est un homme politique français né le 30 novembre 1826 à Esternay (Marne) et décédé le 16 septembre 1898 à Esternay.
Maire d'Esternay, vice-président du conseil général, il est sénateur de la Marne de 1894 à 1898, inscrit au groupe de la Gauche républicaine.

## Sources
- « Alfred Poirrier », dans le Dictionnaire des parlementaires français (1889-1940), sous la direction de Jean Jolly, PUF, 1960 [détail de l’édition]